# Goephanes bipartitus
Goephanes bipartitus är en skalbaggsart. Goephanes bipartitus ingår i släktet Goephanes och familjen långhorningar.

## Underarter
Arten delas in i följande underarter:
- G. b. bipartitus
- G. b. similis